# الخطوط الجوية الأمريكية الرحلة 11
أمريكان أيرلاينز رحلة 11 كانت أولى الطائرات المختطفة في أحداث الحادي عشر من سبتمبر. ولقد اصطدمت الطائرة بالبرج الشمالي من مركز التجارة العالمي، وهي طائرة من نوع بوينغ 767 -التابعة لأمريكان إيرلاينز- وكانت متجهةً إلى مطار لوس أنجلس الدولي بعد أن انطلقت من مطار لوغان الدولي في بوسطن، وبعد خمس عشرة دقيقةً من الإقلاع استولى المختطفون على مقعد الطيار، حيث كان أحدهم طيارًا مدربًا، وقد أخذ زمام قيادة الطائرة واتجه بها نحو البرج الشمالي.
توفي 92 شخصًا في التصادم (81 من المسافرين، وخمسة مختطفين، و11 من أعضاء الطاقم)، وكان التصادم في الساعة 08:46. وشاهد الاصطدام عدد من الناس في الشارع، وسجله -أيضًا- منتج أفلام فرنسي على فِلم. وكان الاصطدام والنار التي اشتعلت بعدهُ سبباً لانهيار البرج الشمالي، ولقد قُتِل وجُرِح بسبب الانفجار آلاف الأشخاص.

## الرحلة

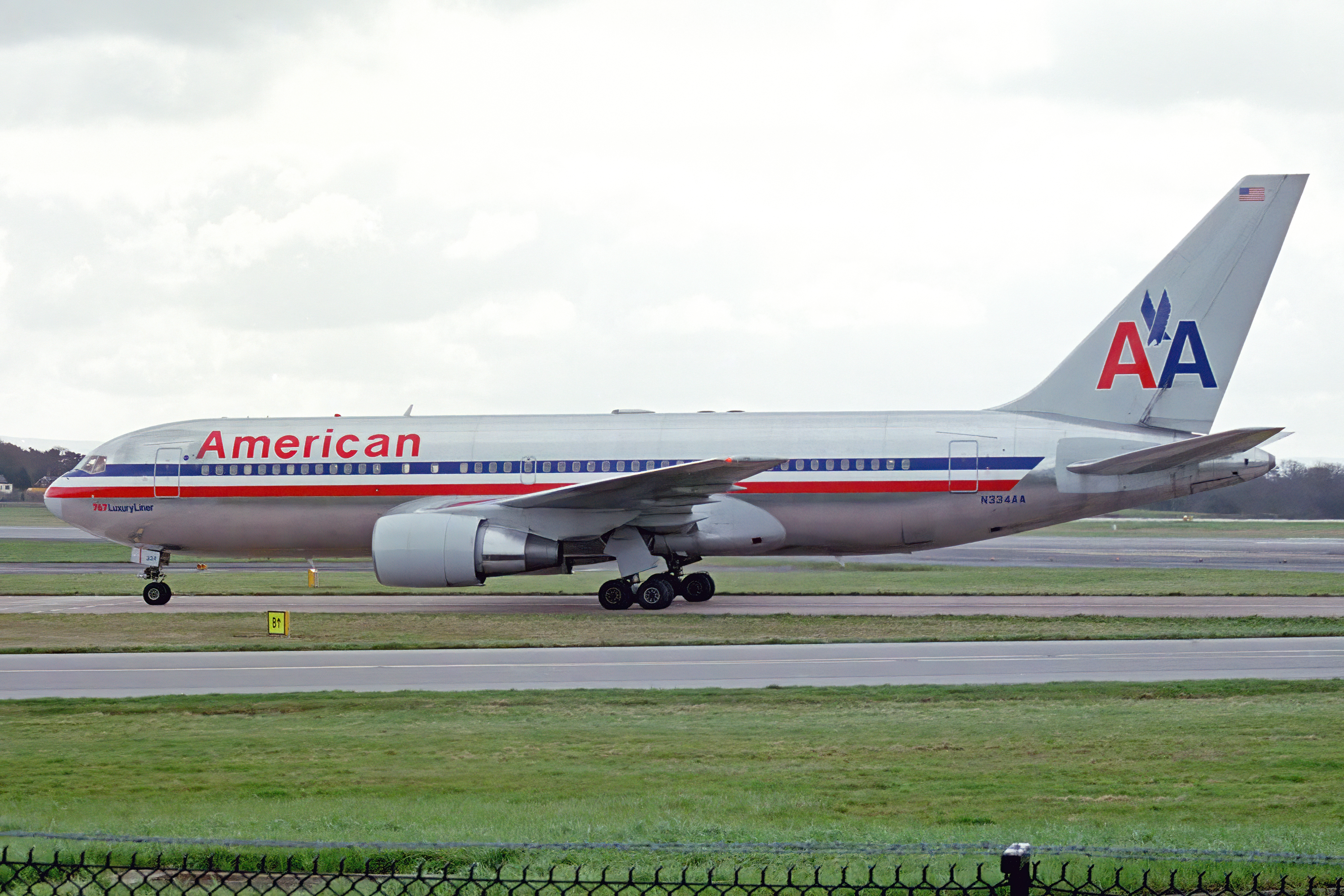
N334AA

كانت طائرة الرحلة 11 من نوع بوينغ 767، وهذا النوع من الطائرات قادر على حمل 158 راكب، إلا أنّ رحلة الحادي عشر من سبتمبر قد حملت 81 مسافرا و11 عضوًا في طاقم الطائرة. وكان في قيادة الطائرة الطيار جون أوغونووسكي ومساعده هو توماس مكغينس. مضيفو الطائرة -آنذاك- هم باربارا أريستيغوي، وجيفري كولمان، وسارا لاو، وكارن مارتن، وكاثلين نيكوسيا، وبتي أونغ، وجين روجر، وديان سنيدر، ومادلين سويني.

### الركوب
طار كل من محمد عطا، عضو تنظيم القاعدة وقائد الهجوم، ومختطف آخر اسمه: عبد العزيز العمري، طارا معًا من بورتلاند، مين إلى بوسطن صباح 11 سبتمبر، 2001. حصل المختطفان كلاهما على تذاكر الدرجة الأولى للطيران إلى لوس أنجلس، كاليفورنيا. ووصل ثلاثة مختطفين آخرين: وليد الشهري، ووائل الشهري، وسطام السقامي إلى مطار لوغان الدولي بسيارة. فُتِّشَ الخمسة جميعًا، وبحلول 07:40 كانوا على متن الطائرة التي كان يفترض أن تطير في 07:45.
جلس محمد عطا في درجة رجال الأعمال مع عبد العزيز العُمري وسطام السقامي. وجلس وليد ووائل الشهري في مقاعد الدرجة الأولى.
انطلقت الطائرة من بوابة 26 وغادرت مطار لوغان الدولي في 07:59 من المدرج 4R بعد تأخير لأربع عشرة دقيقةً.

### الاختطاف

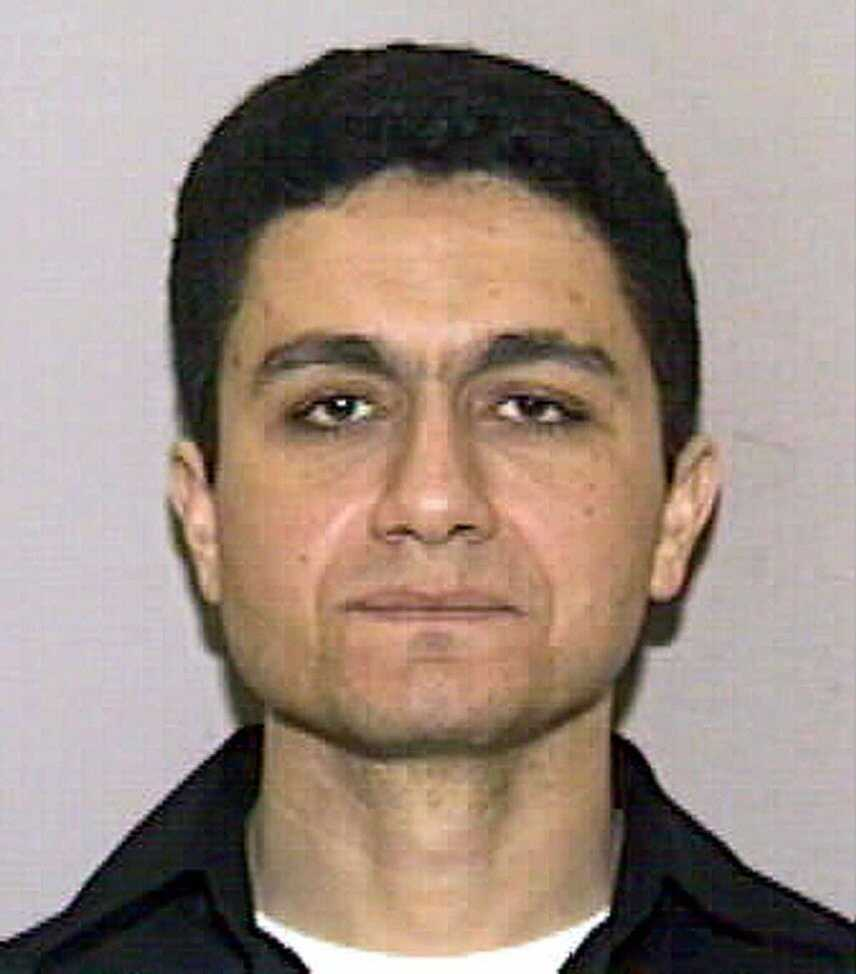
محمد عطا

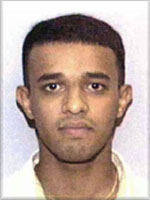
سطام السقامي

عبد العزيز العمري

يُعتقد أن الاختطاف بدأ في 08:14. كان هذا عند توقف الطيار ومساعده عن التحدث مع مراقبة الملاحة الجوية في بوسطن.
وبعد دقيقتين، توقفت الطائرة عن الطيران في المسار الذي كان يفترض بها أن تطير فيه. توقفت استجابة الطائرة من خلال المذياع، كما أغلق -أيضًا- النظام المستخدم لتجنب اصطدام الطائرة بغيرها من الطائرات. اتصل المضيفان أونغ وسويني بأمريكان إيرلاينز باستخدام هواتف إيه تي أند تي الجوية أثناء الاختطاف، وقإلا أن المختطفين قتلوا أثنين من المضيفِين الآخرين وأنهم قد قتلوا مسافرًا إسرائيليًا. خلال المكالمة التي بلغت مدتها أربع دقائق، أخبرت المضيفة بتي أونغ شركةَ الطيرانِ عن المقاعد التي جلس فيها المختطفون، وقالت أنه لا يمكن لأحد الوصول إلى مقعد ربان الطائرة.
في 08:23:38، أراد محمد عطا التحدث إلى المسافرين من مقعد ربان الطائرة، لكنه ضغط الزر الخطأ وأرسل الرسالة إلى مراقبة الملاحة الجوية. وقال:«لدينا بعض الخطط، ابقوا هادئين وستكونون بخير. نحن عائدون إلى المطار.»، وقال بعد دقيقة:«لا يتحركنّ أحد، كل شيء سيكون بخير. إذا حاولتم التحرك، فستعرضون أنفسكم والطائرةَ للخطر، ابقوا هادئين فحسب.» علم العاملون في مراقبة الملاحة الجوية أن الطائرة قد اختطفت، وأبلغوا وكالة الطيران الفدرالية. لاحقًا، أعلن محمد عطا:«رجاءً، لا تتحركوا، نحن عائدون إلى المطار، لا تقوموا بأي تحركات غبية.» بعد خمس دقائق، طلبت مراقبة الملاحة الجوية في بوسطن طائرتين مقاتلتين من نوع إف-15 للحاق بالطائرة، لكن، كان الوقت في غاية التأخر، حيث أن الطائرة قامت بالاستدارة الأخيرة باتجاه منهاتن واصطدمت بالبرج الشمالي من مركز التجارة العالمية قبل انطلاق الطائرة المقاتلة بأكثر من ست دقائق.

### التصادم

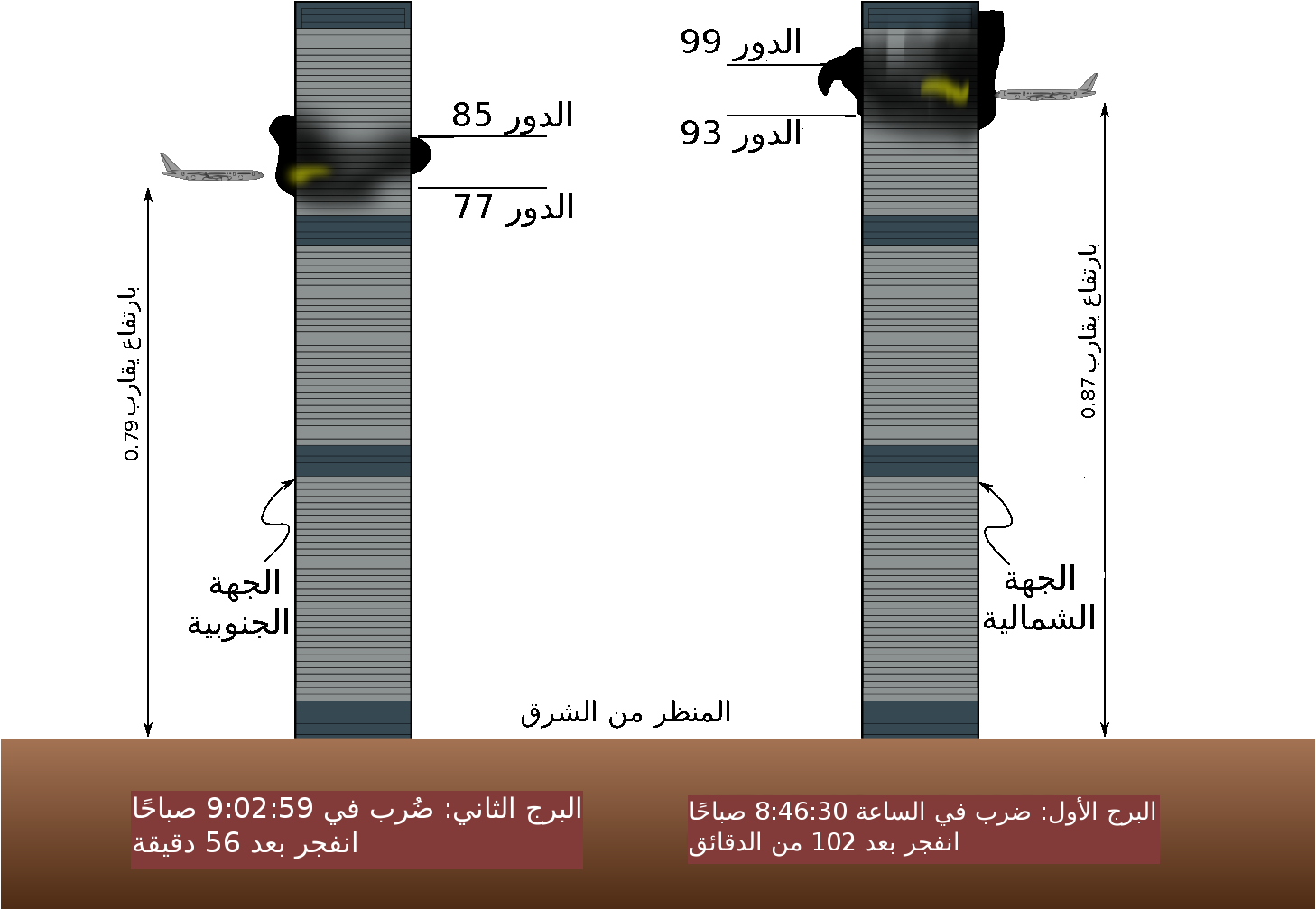
صورة تظهر موقع الطائرتين اللتين ضربتا برج التجارة العالمي

في 08:46:40، جعل الخاطفون الطائرةَ تصطدم بالجهة الشمالية من البرج الشمالي (البرج الأول) من مركز التجارة العالمي. الطائرة -التي تطير بسرعة تقارب 750 كم/س (466 ميل/ساعة)، وتحمل حوالي 10,000 غالون من الوقود القابل للاشتعال- ضربت مكانًا ما بين الأدوار ال93 وال99 من البرج الشمالي، وبالمجمل، فقد قتل 92 شخصًا.
لم يستطع الناس الهروب من الأعلى حيث اصطدمت الطائرة، لأن البرج الشمالي قد تضرر بشدة. جميع السلالم والمصاعد من الدور ال93 فما فوق قد سُدت، مورطةً 1,344 شخص. مات المئات مباشرةً بعد التصادم. والباقون إما حبسوا وماتوا بسبب النار أو الدخان أو بسبب انهيار البرج. توفي البعض بعد أن قفزوا من البناء. بعض المصاعد حملت الوقود المحترق إلى الأسفل مما سبب انفجارات في الأسفل.
وقد صور الحادث جولز ناودت، المصور الفرنسي. أيضًا، كاميرا وب وضعت في معرض فني في بروكلين لتصوير مانهاتن السفلى كل أربع ثوان قد صورت الطائرة وهي تصطدم بالبرج الشمالي.
أعلنت المنظمات الإخبارية في البداية وجود "انفجار" في مركز التجارة العالمي. سي إن إن قاطعت إعلانًا في 08:49 بالخبر الذي يقول:"كارثة مركز التجارة العالمي." كان الرئيس جورج دبليو بوش قد وصل إلى مدرسة ابتدائية في ساراسوتا، فلوريدا عندما أُخْبِر بشأن الحادث. قال بوش:"هذا خطأ طيار. يستحيل أن يفعل شخص ما هذا، لا بد أنه قد أصاب ذلك الشخص جلطة قلبية."" التقارير الإخبارية الأولى أكدت أن الاصطدام كان مصادفةً إلى أن اصطدمت الطائرة 175 بالبرج الجنوبي في 09:03.

## بعد التصادم

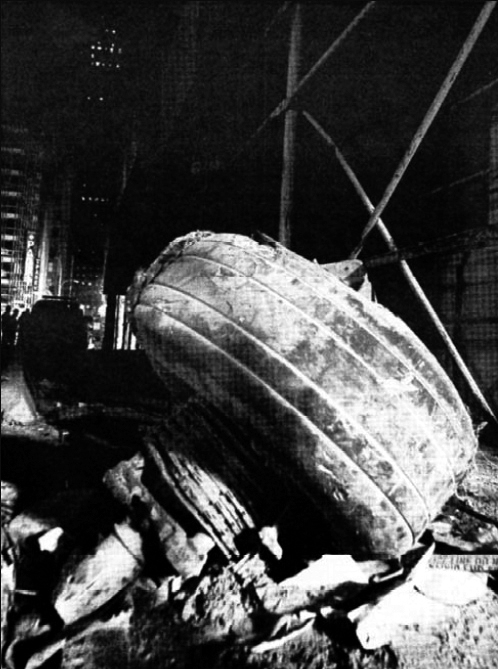

بعد التصادم، احترق البرج الشمالي وانهار. على الرغم من أن التصادم سبب ضررًا شديدًا، إلا أن الوقود النفاث كان الملوم لسقوط البرج. إضافةً إلى أن المئات من العاملين بالإنقاذ قد ماتوا عند انهيار البرج.
بدأ العاملون بالإنقاذ يجدون بقايا من جثث ضحايا الطائرة بعد الهجوم بقليل، ووجدوا بعض الجثث مربوطةً بمقاعد الطائرة، عاملون آخرون اكتشفوا جثة مضيفة قد ربطت يداها. عنى ذلك أن المختطفين ربما استخدموا أصفادًا. وخلال سنة، كانت قد عرفت هويات بقايا الثلاثة والثلاثين ضحية التي كانت في الطائرة. كما استطاعوا -أيضًا- التعرف على ضحيتين من ضحايا الحادث: كارن مارتن وشخص آخر، بعد أن اكتشفت بقايا الأجساد قريبًا من نقطة الانفجار عام 2006. وفي أبريل 2007، استخدم المحققون تقنية الحمض النووي الحديثة، واستطاعوا التعرف -باستخدام التقنية- على ضحية أخرى. كما تم التعرف على جثث مُخْتَطِفَين وأزيلت جثثهم من الحديقة التذكارية في مانهاتن. بقايا المختطفين الآخرين لم يتم التعرف عليها وهي مدفونة في الحديقة التذكارية مع باقي الجثث التي لم يمكن التعرف عليها.
في تسجيل فيديو وجد لاحقًا في أفغانستان، بدا أن أسامة بن لادن قائد منظمة القاعدة، بدا أنه قد خطط الهجوم. حيث قال أنه اعتقد أن أجزاء من البرج قد تنهار. مسجلات الرحلة، أو الأشرطة التي تستخدم لتسجيل معلومات الرحلة المهمة، للطائرة 11 وللطائرة 25 لم يمكن إيجادها البتة.
بعد الهجمات، غير رقم الرحلة للرحلات على الطريق نفسه وفي وقت الإقلاع ذاته إلى الرحلة 25 واستعملت بوينغ 757 بدلًا من بوينغ 767.

## وصلات خارجية
- التقرير النهائي للجنة 11 سبتمبر
- تقرير NTSB لـ 11 سبمتبر
- صور للطائرة قبل 11 سبتمبر